# Black Brook (New York)
Black Brook est une municipalité (town) américaine de l'État de New York, située dans le comté de Clinton.

## Géographie
La municipalité s'étend sur 347,91 km2 dans le parc Adirondack, à l'extrémité sud-ouest du comté de Clinton et en limite de ceux d'Essex au sud et de Franklin à l'ouest.
Elle comprend Au Sable Forks, principal centre administratif partagé avec Jay, ainsi que les localités de Black Brook, Clayburg, Devins Corners, East Kilns, Hawkeye, Middle Kilns, Riverview, Swastika, Thomasville, Union Falls et West Kilns. 
|            | Saranac     | Peru     |
| Franklin   | Black Brook | Au Sable |
| Wilmington | Jay         |          |

## Histoire
La localité est fondée vers 1825 au sein de la municipalité de Peru, dont elle est détachée en 1839.

## Politique et administration
La municipalité est administrée par un superviseur et un conseil de quatre membres élus pour deux ans.